# Ceclava Czapska

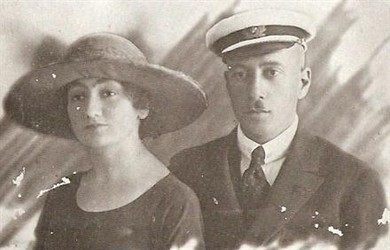
Ceclava z mężem (1919)

Ceclava (Cecylia) Czapska, znana jako Cecylia Czapska, Maria Nikołajewna, Ceclava di Fonzo Czapska, Ceclava Dolgoruky (ur. 2 stycznia 1899, zm. 1 grudnia 1970 w Rzymie) – kobieta podająca się za cudownie ocaloną carewnę Marię Nikołajewną.
W 1918 miała rzekomo przeżyć egzekucję i uciec do Włoch, gdzie żyła jako Ceclava Czapska (carewna Maria urodziła się 26 czerwca, a Ceclava – 2 stycznia). 20 stycznia 1919 w zamku Peleş w rumuńskim Sinaia, poślubiła księcia Mikołaja Dołgorukiego. Para otrzymała włoskie paszporty na nazwisko di Fonz. Mieli razem dwie córki:
- Olga-Beata (ur. 1927), matka Aleksieja Brimeyera, znanego jako książę d'Anjou Durazzo Durassow Romanoff Dolgorouki de Bourbon-Condé
- Julia-Jolanta (ur. 1937).

Zmarła w wieku 71 lat i została pochowana na cmentarzu w Prima Porta, dzielnicy Rzymu. Na jej nagrobku wyryto: S.A.I. (Son Altesse Impériale) Maria Nicolaïevna Romanov Dolgorouky 1899 - 1970. Swoim spadkobiercą uczyniła wnuka Aleksieja (zm. 1995), który mieszkał w Madrycie (Olga, Tatiana i Anastazja również miały ocaleć, ale umarły bezpotomnie). 